# U.S. Acres
U.S. Acres (buiten de Verenigde Staten ook bekend als Orson's Farm) is een strip gecreëerd door stripauteur Jim Davis, beroemd van de strip Garfield. De strip verscheen van 3 maart 1986 tot 7 mei 1989.
Net als de Garfieldstrip was U.S. Acres een dagelijkse strip van drie plaatjes, met op zondag een extra lange strip van zes à zeven plaatjes.

## Algemeen
Jim Davis was opgegroeid op een boerderij. Om die reden liet hij Jon, een van de hoofdpersonen uit de Garfieldstrip, ook van een boerderij komen. Hij wilde zich in zijn strips echter meer op het boerderijleven richten. Daarom startte hij in 1986 met een nieuwe strip getiteld U.S. Acres.
De strip verscheen in 505 Amerikaanse kranten. Garfield was rond die tijd al zeer populair en veel kranten hoopten dat deze strip ook succesvol zou worden. Voor korte tijd groeide de populariteit van de strip ook. Toen de strip op zijn hoogtepunt was kwamen er kinderboeken, knuffels en posters van de strip uit. In 1988 werd U.S. Acres zelfs onderdeel van de tekenfilmserie Garfield and Friends.
Het verwachte enorme succes bleef echter uit. Steeds meer kranten stopten met de strip. In 1989 besloot Jim Davis er een punt achter te zetten. De tekenfilmversie van U.S. Acres in de Garfield and Friends-serie bleef wel bestaan totdat de serie in 1995 stopte.
Sinds maart 2010 worden er herdrukken van de strips gepubliceerd op de Garfield-website.

## Karakters

### Hoofdfiguren
- Orson Pig:: een varken en hoofdrolspeler van de strip. Hij is naïef en houdt van boeken. Zijn goede humeur wordt vaak op de proef gesteld door de andere boerderijbewoners. Hij vermijdt als het even kan conflicten. Zijn alter ego is een superheld genaamd “Power Pig”. Als hij leest slaat zijn fantasie vaak op hol. Dit maakt hem vaak het slachtoffer van Roys grappen, maar helpt soms ook om een probleem op te lossen (al doet hij dat dan onbewust). Hij fantaseert zichzelf vaak in de verhalen die hij leest.
- Roy Rooster: : een luidruchtige, hebzuchtige haan die voortdurend practical jokes uithaalt met zijn medeboerderijbewoners. Zij zien veel van hem door de vingers omdat hij op de boerderij de belangrijke taak heeft om iedereen 's ochtends te wekken.
- Wade Duck:: een eend die lijdt aan bijna elke mogelijke fobie en aan hypochondrie. Hij is bang om te vliegen en te zwemmen. Wade draagt altijd een rubberen zwemband. Door zijn schrikachtige karakter is hij het vaste doelwit van Roy.
- Bo Sheep: Lanolins broer en een eeuwige optimist. Hij is niet bepaald de slimste, maar altijd cool en betrouwbaar.
- Lanolin Sheep: een harde werkster en qua persoonlijkheid het tegenovergestelde van haar broer. Ze is het nooit met hem eens.
- Booker: een kuiken uitgebroed door Orson toen die twee verlaten eieren vond. Hij is extreem avontuurlijk aangelegd en overmoedig, ondanks zijn geringe grootte. Hij zit vaak achter een worm aan. Hij noemt Orson vaak “mam”.
- Sheldon: Bookers broer, eveneens uitgebroed door Orson. Sheldon zit nog voor het merendeel in zijn ei. Alleen zijn poten steken onderuit. Hij weigert echter geheel uit zijn ei te komen daar hij zijn ei als de perfecte leefomgeving beschouwt (inclusief magnetron).

### Bijfiguren
- de Wormen: deze regenwormen worden overal achtervolgd door Booker, maar hij krijgt ze nooit te pakken.
- Cody: de hond van de boerderij. Hij heeft het constant op de andere boerderijdieren gemunt, maar door zijn geringe grootte is hij niet echt een bedreiging voor ze.
- Blue: een blauwe kat die Cody uit de problemen probeert te houden.
- Orsons broers: Orson heeft drie oudere broers. Zij verschenen alleen in de eerste twee weken dat de strip liep en hun namen worden niet bekendgemaakt. Ze hebben een grotere rol in de tekenfilmversie.
- Orsons moeder: ook zij verscheen alleen in de eerste twee weken van de strip.
- Max the Skateboarding Bird: een met overgewicht kampende vogel met een skateboard. Hij verscheen in de strip op 13 oktober 1986 als onzichtbaar personage. Hij praatte altijd tegen Ward vanachter een muur. Jim Davis maakte van Max een wedstrijd wie de beste “Max” kon ontwerpen. Uit de ingezonden ontwerpen werd een winnaar gekozen. Max verscheen voor het eerst in beeld in de strip op 3 maart 1987, gebaseerd op het winnende ontwerp.

## Chronologie
Orson:
- Eerste stripoptreden - 3 maart 1986
- Eerste stripoptreden als "Power Pig" - 19 april 1986
- Laatste stripoptreden - 7 mei 1989

Orsons moeder (naam onbekend):
- Eerste stripoptreden - 3 maart 1986
- Laatste stripoptreden - 22 maart 1986

Orsons broers:
- Eerste stripoptreden - 4 maart 1986
- Laatste stripoptreden - 18 maart 1986

Roy the rooster:
- Eerste stripoptreden - 14 april 1986
- Laatste stripoptreden - 7 mei 1989

Booker en Sheldon:
- Booker en Sheldon verschenen voor het eerst als eieren op 6 mei 1986 en bleven ook eieren gedurende de rest van de maand. Booker kwam uit zijn ei op 22 mei 1986. Sheldon kwam gedeeltelijk uit zijn ei op 27 mei 1986. Beide verschenen voor het laatst op 7 mei 1989.

Wade the duck:
- Eerste stripoptreden - 4 augustus 1986
- Laatste stripoptreden - 12 april 1989

Lanolin the sheep
- Eerste stripoptreden - 15 januari 1987
- Laatste stripoptreden - 11 april 1989

Bo the sheep
- Eerste stripoptreden - 19 januari 1987
- Laatste stripoptreden - 9 april 1989